# Казачьи знамёна
Казачьи знамёна — флаги казачьих военных формирований.
Известны с XVII века. Первоначально выполняли роль награды, которую правитель жаловал тому или иному казачьему формированию. Впоследствии превратилось в «символ казачьей чести, доблести и славы», своеобразное воплощение коллективного духа войска (ср. сульде). Существовала практика освящения знамён православным священником. Прежде всего знамёна имели такие казачьи формирования, как полк. Знамя являлось неотъемлемым атрибутом казачьего круга. Вне празднований и походов знамёна хранились в полковых церквях или в войсковых штабах.

## Изображения
Нередко на флагах изображались иконы Иисуса Христа (Спас Нерукотворный) или архангела Михаила. На знамёнах запорожцев и производных от них полков (Черноморское казачье войско) присутствовали кресты, поскольку под влиянием Европы и конфликта с мусульманским миром казаки осознавали себя рыцарями-крестоносцами. Российские казаки помещали на свои знамёна изображение двуглавого орла. Нередко знамёна были украшены серебряным плетёным орнаментом по краю и вышитыми надписями, выполненными старославянским шрифтом. Надписи содержали название казачьего формирования или девиз (например, «С нами Бог», «Верою спасётся Россия» или «Во славу Отечества»).

## Цвета
Цвета знамени соответствовали цветам парадной формы. Первоначально знамёна были биколорными (основной фон и кайма). Например, донские казачьи знамёна были лазоревыми с малиновой каймой. Знамёна забайкальских и амурских полков были тёмно-зелёными с жёлтой каймой. В XX веке популярность получили триколоры с горизонтальными полосами (например, сине-жёлто-красный Флаг Всевеликого Войска Донского).

## Формат
Первоначально знамёна (стяги) имели вид клина, но затем возобладала прямоугольная форма. Отношение ширины знамени к его длине — два к трём. Отношение ширины каймы к ширине знамени — один к четырнадцати. Ширина полотнища — 110 см, длина — 130 см. Древко знамени деревянное, круглого сечения, окрашенное в чёрный цвет. Диаметр древка — 4,5 см, длина — 250 см. Изначальным материалом, из которого изготовлялось знамя, была камка.

## Галерея
- Флаг амурских казаков
- Биколор донских казаков
- Донский триколор
- Кубанский триколор